# Chip 'n Dale: Rescue Rangers (película)
Chip 'n Dale: Rescue Rangers (Chip y Dale al rescate en Hispanoamérica; Chip y Chop: los guardianes rescatadores en España) es una comedia de aventuras híbrida de animación y acción en vivo estadounidense basada en la serie de televisión animada del mismo nombre, y una continuación de esta. La película está dirigida por Akiva Schaffer a partir de un guion de Dan Gregor y Doug Mand, y una historia original de Barry Schwartz. Fue estrenada el 20 de mayo de 2022 como una película original de Disney+.

## Sinopsis
Varios años después del final de la serie Rescue Rangers, Chip y Dale actualmente viven una vida de mediocridad en un mundo donde los humanos y los personajes de dibujos animados viven juntos. Mientras tanto, los personajes animados tradicionalmente están luchando para llegar a fin de mes después de que la animación por computadora se convierta en la nueva normalidad. Ahora, Chip y Dale deben renovar su asociación para tratar de salvar a un amigo de ser víctima de la piratería de videos. 

## Reparto
- John Mulaney como Chip, el intrépido, optimista y maduro líder y cofundador de Rescue Rangers, con una imponente habilidad estratégica y un fuerte estándar moral.[2]
- Andy Samberg como Chop, el mejor amigo de Chip y cofundador de Rescue Rangers, un perfecto despreocupado, revoltoso e impulsivo que suele actuar incluso sin pensar.[2]
- KiKi Layne como Det. Ellie Steckler, una oficial novata de LAPD y ávida fangirl de los Rescue Rangers.[5]
- Will Arnett como Sweet Pete, el "actor" que interpretó a Peter Pan, pero ha sido despedido por su edad, y ahora es un hombre de mediana edad y con sobrepeso que se convirtió en jefe de una mafia de crimen y piratería.[5]
- Eric Bana como Monterey Jack, un ratón australiano amante del queso y miembro de los Rescue Rangers.[5]
- Flula Borg como DJ Herzogenaurach, un DJ serpiente que es fan de Chip y Chop.[5]
- Dennis Haysbert como Zipper, una mosca doméstica y miembro de los Rescue Rangers, quien es el viejo amigo y compañero de Monterey Jack que habla con zumbidos ininteligibles. Él y Gadget acabaron casándose y teniendo hijos tras la cancelación de la serie.[5]
- Keegan-Michael Key como Bjornson the Cheesemonger, un Muppet que trabaja para Sweet Pete.[5]
- Tress MacNeille como Gadget Hackwrench, una ratona inventiva y miembro de los Rescue Rangers. Ella y Zipper acabaron casándose y teniendo hijos tras la cancelación de la serie. MacNeille retoma su papel de la serie original.[5]
- Tim Robinson como Sonic Feo, una versión de Sonic que aparece en el diseño original desechado de la adaptación cinematográfica de 2020.[5]
- J. K. Simmons como Plastilino, un detective de la policía de plastilina que investiga los casos de toones desaparecidos.[5]
- Chris Parnell como un ejecutivo corporativo[5]
- Corey Burton retoma brevemente los dos papeles de la voz de ardilla de Chop y los zumbidos inteligibles de Zipper de la serie original.[6]
- Seth Rogen como Bob, un enano vikingo de captura de movimiento.
  - Rogen también repite sus papeles de Pumba de la versión de 2019 de El rey león, Mantis de la franquicia Kung Fu Panda, y B.O.B. de la franquicia Monsters vs Aliens.

Además, Da'Vone McDonald le da voz a Jimmy, un oso polar hecho con CGI miembro de Valley Gang. El director Akiva Schaffer aludió la aparición de Jimmy al oso polar de Coca-Cola. Schaffer proporciona voces a numerosos personajes menores, incluido E.T. de E.T., el extraterrestre (1982) y Mr. Natural, además de aparecer en acción real como director del programa original. Rachel Bloom da voz a Flounder de la versión de 1989 de La sirenita, Cubby de los niños perdidos de Peter Pan (1953), la madre de Chip y una versión pirata de Bart Simpson, entre otros personajes. Liz Cackowski da voz a Tigra, que sigue el modelo de su aparición en The Avengers: United They Stand, el Jefe O'Hara y una vaca de dibujos animados que se parece mucho a Clarabelle. A pesar de no repetir a Monterey Jack en la película, Jim Cummings retoma sus papeles como Fat Cat de la serie original, el "brazo derecho" de Shredder de la serie animada Las Tortugas Ninja de 1987, Pete, y Pato Darkwing, además de interpretar versiones piratas de Winnie the Pooh y Tigger. Chris Parnell aparece como Dave Bollinari, el agente de Chop. Jeff Bennett le da voz a Lumière de la versión de 1991 de La bella y la bestia. Steven Curtis Chapman le da voz a Baloo de la versión de 2016 de El libro de la selva. Jorma Taccone da voz a la versión del Universo extendido de DC de Bruce Wayne/Batman junto con otros papeles menores. Jean Gilpin le da voz a la vecina de Chip, la Sra. Casa. Alan Oppenheimer da voz a He-Man y Skeletor (repitiendo su papel de este último) de He-Man and the Masters of the Universe. Charles Fleischer retoma su papel de Roger Rabbit de ¿Quién engañó a Roger Rabbit?, así como la primera aparición animada del personaje del cortometraje Lío en el bosque de 1993. El cocreador original de Rescue Rangers, Tad Stones, hace cameos como la voz de un ejecutivo del estudio. David Tennant retoma su papel de Scrooge McDuck de la versión de 2017 de Patoaventuras. Paula Abdul aparece como una versión joven de sí misma, junto con MC Skat Kat de su videoclip de "Opposites Attract", y también le da voz a la reportera modelada en 3-D basada en ella. Paul Rudd aparece en un cameo de acción real como él mismo.
En el espíritu de ¿Quién engañó a Roger Rabbit?, la película presenta numerosos cameos de otros personajes animados del catálogo de Disney y otras propiedades que aparecen sin diálogo.

## Producción

### Desarrollo y preproducción
El 31 de enero de 2014, se anunció que The Walt Disney Company está desarrollando un largometraje de acción en vivo basado en la serie animada de Disney Afternoon Chip 'n Dale: Rescue Rangers, con el uso de efectos especiales CGI, algo similar a las películas de Alvin y las ardillas. Robert Rugan fue contratado para escribir y dirigir la película. También hay elementos de animación tradicional, similares a la adaptación cinematográfica de Tom & Jerry de 2021 de Warner Bros. En mayo de 2019, Akiva Schaffer fue contratado como director, en sustitución de Rugan. Dan Gregor y Doug Mand actuarán como coguionistas, reescribiendo el borrador anterior de Barry Schwartz. David Hoberman y Todd Lieberman actuarán como productores. El proyecto será una coproducción entre Walt Disney Pictures y Mandeville Films.

### Casting
En noviembre de 2020, se informó que Corey Burton repetirá su papel de la serie como la voz de Zipper. A través de los informes iniciales dijeron que Burton también regresaría como la voz de Dale, se anunció en diciembre de 2020 que Andy Samberg proporcionará la voz para el personaje. John Mulaney como Chip se reveló en el mismo anuncio, y se anunció que Seth Rogen haría un cameo en la película. Se anunció un casting adicional con el lanzamiento del avance el 15 de febrero de 2022.

### Rodaje
El rodaje comenzó el 16 de marzo de 2021 en Los Ángeles con Larry Fong como director de fotografía.